# Dubravko Šimenc
Dubravko Šimenc (ur. 2 listopada 1966 w Zagrzebiu) – były jugosłowiański/chorwacki piłkarz wodny, zdobywca złotego medalu Igrzysk Olimpijskich w Seulu w barwach Jugosławii, i srebrnego medalu Igrzysk Olimpijskich w Atlancie w barwach Chorwacji.